# Zbyněk Pánek
Zbyněk Pánek, né le 4 septembre 1972 à Vrchlabí, est un ancien coureur tchèque du combiné nordique, actif de 1989 à 1998.

## Carrière sportive
Au Championnat du monde juniors de 1991, il a remporté la course par équipes. Aux Jeux olympiques d'hiver de 1994, il s'est classé 32e dans la course individuelle. Avec l'équipe tchèque, il a réalisé la meilleure performance olympique tchèque en combiné : la cinquième place dans la course par équipes. Il se classe deuxième du classement général final de la Coupe du monde B en 1995.